# Høgskavlen
Høgskavlen är ett berg i Antarktis. Det ligger i Östantarktis. Norge gör anspråk på området. Toppen på Høgskavlen är 2 256 meter över havet.
Terrängen runt Høgskavlen är huvudsakligen kuperad. Trakten är obefolkad. Det finns inga samhällen i närheten. 